# Liv Tyler
Liv Tyler (New York, 1. srpnja 1977.), američka filmska glumica i model. Kći je pjevača rock benda Aerosmith, Stevena Tylera. Svjetsku slavu postigla je ulogama u filmovima Armageddon i trilogiji Gospodar prstenova.
Liv je odrasla u uvjerenju da je njen otac Todd Rundgren. Suočena s fizičkom sličnošću s kćeri Stevena Tylera saznala je istinu i s dvanaest godina kao prezime uzela umjetničko prezime pravog oca (pravo prezime Tallarico). Nakon toga ona i majka odselile su u New York gdje se Liv okušala u poslu fotomodela. Nakon godinu dana odustaje od tog posla i počinje se baviti glumom. Filmski debi ostvarila je 1994. godine u filmu Silent Fall.

## Privatni život
Godine 1998. upoznala je glazbenika Roystona Langdona za kojeg se udala 2003. godine. Godinu kasnije rodila je sina Mila Williama Langdona.

## Filmografija
| Godina | Film                                  | Uloga                   | Bilješke                                                  |
| ------ | ------------------------------------- | ----------------------- | --------------------------------------------------------- |
| 1994.  | Silent Fall                           | Sylvie Warden           |                                                           |
| 1995.  | Heavy                                 | Callie                  |                                                           |
| 1995.  | Empire Records                        | Corey Mason             |                                                           |
| 1996.  | Stealing Beauty                       | Lucy Harmon             |                                                           |
| 1996.  | That Thing You Do!                    | Faye Dolan              |                                                           |
| 1997.  | Inventing the Abbotts                 | Pamela Abbott           |                                                           |
| 1997.  | U Turn                                | Djevojka na bus stanici | cameo uloga                                               |
| 1998.  | Armageddon                            | Grace Stamper           |                                                           |
| 1999.  | Plunkett & Macleane                   | Lady Rebecca Gibson     |                                                           |
| 1999.  | Cookie's Fortune                      | Emma Duvall             |                                                           |
| 1999.  | Onegin                                | Tatyana Larina          |                                                           |
| 2000.  | Dr. T & the Women                     | Marilyn                 |                                                           |
| 2001.  | Što muškarci žele                     | Jewel                   |                                                           |
| 2001.  | Gospodar Prstenova: Prstenova družina | Arwen Undómiel          | dobitnica Phoenix Film Critics Society Award              |
| 2002.  | Gospodar Prstenova: Dvije kule        | Arwen Undómiel          | dobitnica Phoenix Film Critics Society Award              |
| 2003.  | Gospodar Prstenova: Povratak kralja   | Arwen Undómiel          | dobitnica National Board of Review Award                  |
| 2004.  | Jersey Girl                           | Maya                    |                                                           |
| 2005.  | Lonesome Jim                          | Anika                   |                                                           |
| 2007.  | Reign Over Me                         | Dr. Angela Oakhurst     |                                                           |
| 2008.  | The Strangers                         | Kristen McKay           | dobitnica Scream Awards za najbolju glumicu u horor filmu |
| 2008.  | The Incredible Hulk                   | Betty Ross              |                                                           |
| 2008.  | Smother                               | Clare Cooper            |                                                           |
| 2010.  | Super                                 | Sarah                   |                                                           |
| 2010.  | The Ledge                             | Shana                   |                                                           |
| 2012.  | Robot & Frank                         | Madison                 |                                                           |